# Рубацките, Муза
Муза Рубацките-Голе (Mūza Rubackytė) — литовская пианистка (в настоящее время живёт в Вильнюсе, Париже и Женеве), лауреат Национальной премии Литвы (2006).
Родилась 19 мая 1955 года в Каунасе в семье музыкантов (отец — оперный певец, мать — пианистка). В 7-летнем возрасте впервые выступила в Вильнюсе, исполнив D Major Piano Concerto Гайдна вместе с Литовским Национальным камерным оркестром.
В 1972 году заняла первое место в республиканском конкурсе молодых исполнителей. Это дало ей возможность вне конкурса поступить сначала в Литовскую (1973—1976), а потом в Московскую консерваторию (1976—1981), где её учителями были Яков Флиэр, Михаил Воскресенский и Белла Давидович.
В 1975 году фирма «Мелодия» выпустила её первую грампластинку «Легенда о Чюрленисе» (в серии «Играют молодые пианисты»). В 1982 и 1983 годах вышло ещё 17 звукозаписей с её участием. Вместе с Литовским симфоническим оркестром она ездила с гастролями по всему Советскому Союзу, выступала в Каире, Праге и Будапеште.
В 1981 году заняла первые места в двух конкурсах — Всесоюзном в Ленинграде и Международном Листа и Бартока в Будапеште.
Эмигрировала из СССР в период горбачёвской «перестройки» в 1989 году. С 1991 года жила в Париже. Выступала на различных концертных площадках, в том числе во многих зарубежных странах. В настоящее время живёт в Вильнюсе, Париже и Женеве.
С 2003 года профессор Литовской академии музыки и театра.
Награждена орденом великого князя Гедиминаса и Большим Крестом Витовта Великого (2018).
Её дискография включает более 30 дисков, в том числе произведения Бетховена, Листа, Шостаковича, Прокофьева, Шнитке и Сен-Санса.
Звукозаписи советского периода:
- Легенда о Чюрленисе [Звукозапись] / Муза Рубацките // Играют молодые пианисты [Звукозапись]. — Москва : Мелодия, [1975] (Москва : Опыт. з-д «Грамзапись»).
- Произведения для фортепиано [Звукозапись] / исполн.: В. Гелготас, флейта, М. Рубацките, фп. [и др.]. — Москва : Мелодия, 1982 (Рига : З-д грп.). — 1 грп. [ГОСТ 5289-80] : 33 об/мин, стерео; 30 см, в конв.
- Ноктюрн [Звукозапись] : ля маж. / исполн. М. Рубацките, фп. // Науялис, Юозас. Камерные произведения [Звукозапись]. — Москва : Мелодия, 1983 (Вильнюс : Вильн. студия грамзаписи, 1982).
- Сюита : соч. 14 ; Две элегии : соч. 8 [Звукозапись] / Б. Барток. Фонтаны виллы д’Эсте : из цикла «Годы странствий» ; Концертный этюд : фа минор : № 2 из «Трёх концертных этюдов» : «La Leggierezza» ; Этюд : фа минор : из «Этюдов высшего исполнительского мастерства» ; Венгерская рапсодия № 6 : ре бемоль мажор / Ф. Лист. / исполн. Муза Рубацките, фортепиано. — Вильнюсская студия грамзаписи. Запись 1982 г. — Москва : Мелодия, 1983 (Рига : Рижский з-д грп.).
- Муза Рубацките, фортепиано [Звукозапись] : [концерт]. — Москва : Мелодия, 1983 (Рига : ВСГ, 1982). — 1 грп. [ГОСТ 5289-80] : 33 об/мин, стерео; 30 см
- Элегия [Звукозапись] : соч. 8 : grave // Рубацките, Муза. Муза Рубацките, фортепиано [Звукозапись] : [концерт]. — Москва : Мелодия, 1983 (Рига : ВСГ, 1982).
- Барток, Б. Элегия [Звукозапись] : соч. 8 : molto adagio, sempre rubato // Рубацките, Муза. Муза Рубацките, фортепиано [Звукозапись] : [концерт]. — Москва : Мелодия, 1983 (Рига : ВСГ, 1982).
- Лист, Ф. Венгерская рапсодия № 6 [Звукозапись] : ре-бемоль маж. // Рубацките, Муза. Муза Рубацките, фортепиано [Звукозапись] : [концерт]. — Москва : Мелодия, 1983 (Рига : ВСГ, 1982).
- Лист, Ф. Фонтаны виллы д’Эсте [Звукозапись] : из цикла «Годы странствий» : т. 3 // Рубацките, Муза. Муза Рубацките, фортепиано [Звукозапись] : [концерт]. — Москва : Мелодия, 1983 (Рига : ВСГ, 1982).
- Лист, Ф. Этюд [Звукозапись] : фа мин. : из «Этюдов высшего исполнительского мастерства» // Рубацките, Муза. Муза Рубацките, фортепиано [Звукозапись] : [концерт]. — Москва : Мелодия, 1983 (Рига : ВСГ, 1982).
- Барток, Б. Сюита [Звукозапись] : соч. 14 : (1. Allegretto; 2. Scherzo; 3. Allegro molto; 4. Sostenuto) // Рубацките, Муза. Муза Рубацките, фортепиано [Звукозапись] : [концерт]. — Москва : Мелодия, 1983 (Рига : ВСГ, 1982).
- Лист, Ф. Концертный этюд [Звукозапись] : «La Leggierezza» : фа мин. : № 2 : из «Трех концертных этюдов» // Рубацките, Муза. Муза Рубацките, фортепиано [Звукозапись] : [концерт]. — Москва : Мелодия, 1983 (Рига : ВСГ, 1982).

Муж — Эдуард Оганесян, музыкант (р. 23.10.1954).